# Thane Baker
Thane Baker, né le 4 octobre 1931, est un athlète américain.

## Biographie
Né à Elkhart, Thane Baker a connu ses plus grands succès sportifs alors qu'il était étudiant à l'université d'État du Kansas. En 1953, il était champion national NCAA sur 220 y et champion AAU sur 200 m en 1956. Avant les Jeux olympiques d'été de 1956, il a égalé les records du monde du 100 m et du 200 m.
Aux Jeux olympiques d'été de 1952 à Helsinki, il a remporté la médaille d'argent sur 200 m derrière Andy Stanfield mais devançant James Gathers. En 1956 à Melbourne, il remportait l'argent sur 100 m derrière Bobby Joe Morrow et le bronze sur 200 m derrière Morrow et Stanfield. En relais 4 × 100 m, il était sacré champion olympique avec ses équipiers Ira Murchison, Leamon King et Bobby Joe Morrow.

## Palmarès

### Jeux olympiques d'été
- Jeux olympiques d'été de 1952 à Helsinki ( Finlande)
  -  Médaille d'argent sur 200 m
- Jeux olympiques d'été de 1956 à Melbourne ( Australie) 
  -  Médaille d'argent sur 100 m
  -  Médaille de bronze sur 200 m
  -  Médaille d'or sur 4 × 100 m

## Sources
- (de) Cet article est partiellement ou en totalité issu de l’article de Wikipédia en allemand intitulé « Thane Baker » (voir la liste des auteurs).